# 武仲平
武仲平（越南语：／，1808年—1898年），越南阮朝官員。

## 生平
武仲平出生在廣平省麗水縣。1834年中舉人。1865年，中國山賊張覲邦入侵越南，攻破高平省。武仲平與范芝香奉命征討，迫使張覲邦投降。班師回朝後，武仲平獲得嗣德帝的重用，翌年被任命為協辦大學士，與另一位平叛功臣阮知方同掌朝政。
1868年，投降阮朝的太平天國餘黨吳鯤（吳亞終）起兵造反，攻破高平省城。武仲平被嗣德帝任命為河寧總督兼宣太諒軍次欽差大臣，前去征討，在清朝將領馮子才的支援下將其擊敗，收復了高平省城。1870年，中國山賊蘇泗（蘇國漢）乘夜攻破諒山省城，俘殺擔任總統北圻軍務的段壽，武仲平越城逃跑。嗣德帝將他調回順化，以黃繼炎代之。
此後武仲平歷任戶部尚書兼機密院大臣、刑部尚書、禮部田勸等官職。1883年法國發動北圻遠征時，武仲平擔任南定總督。二月廿八日，李威利率法軍攻打南定省城，自清晨打到中午，最終攻破該城。武仲平棄城逃跑，提督黎文店陣亡，按察使胡伯溫負傷。丟失城池的武仲平被罷免官職，回到了故鄉。
1886年，得知咸宜帝發起勤王運動的消息後，武仲平在家鄉組織民兵，起兵響應。1898年逝世。

## 家庭
武仲平有二子，至少一女。
- 长子武伯濂，嗣德丁卯科举人
- 次子武仲湞，官至训导
- 女武氏，嫁黄琨